# العلاقات الأندورية الكويتية
العلاقات الأندورية الكويتية هي العلاقات الثنائية التي تجمع بين أندورا والكويت.

## مقارنة بين البلدين
هذه مقارنة عامة ومرجعية للدولتين:
| وجه المقارنة                                              | أندورا                                                     | الكويت        |
| --------------------------------------------------------- | ---------------------------------------------------------- | ------------- |
| المساحة (كم2)                                             | 468                                                        | 17.82 ألف     |
| عدد السكان (نسمة)                                         | 76.18 ألف                                                  | 4.14 مليون    |
| الكثافة السكانية (ن./كم²)                                 | 16.28 ألف                                                  | 232.32        |
| العاصمة                                                   | أندورا لا فيلا                                             | مدينة الكويت  |
| اللغة الرسمية                                             | اللغة الكتالونية                                           | اللغة العربية |
| العملة                                                    | يورو                                                       | دينار كويتي   |
| الناتج المحلي الإجمالي (بليون دولار)                      | 3.01 مليار                                                 | 120.13 مليار  |
| الناتج المحلي الإجمالي (تعادل القوة الشرائية) بليون دولار |                                                            | 290.53 مليار  |
| الناتج المحلي الإجمالي الاسمي للفرد دولار أمريكي          |                                                            | 29.30 ألف     |
| الناتج المحلي الإجمالي للفرد دولار أمريكي                 |                                                            | 73.25 ألف     |
| مؤشر التنمية البشرية                                      | 0.858                                                      | 0.816         |
| رمز المكالمات الدولي                                      | +376                                                       | +965          |
| رمز الإنترنت                                              | .ad                                                        | .kw           |
| المنطقة الزمنية                                           | ت ع م+01:00، توقيت وسط أوروبا، ت ع م+02:00، أوروبا/أندورا ‏ | ت ع م+03:00   |

## منظمات دولية مشتركة
يشترك البلدان في عضوية مجموعة من المنظمات الدولية، منها:
| علم المنظمة | اسم المنظمة                   | تاريخ انضمام أندورا | تاريخ انضمام الكويت |
| ----------- | ----------------------------- | ------------------- | ------------------- |
|             | منظمة الشرطة الجنائية الدولية | ?                   | ?                   |
|             | الأمم المتحدة                 | 28 يوليو 1993       | 14 مايو 1963        |
|             | يونسكو                        | 20 أكتوبر 1993      | 18 نوفمبر 1960      |
|             | منظمة حظر الأسلحة الكيميائية  | ?                   | ?                   |
|             | الاتحاد الدولي للاتصالات      | 12 نوفمبر 1993      | 14 أغسطس 1959       |

## وصلات خارجية
- موقع وزارة الخارجية الأندورية
- موقع وزارة الخارجية الكويتية